# مصارع الثيران
مصارع الثيران أو التوريرو (بالإسبانية: torero؛ بالبرتغالية: toureiro) هو أي فعال في عروض مصارعة الثيران التي تؤدى في إسبانيا، كولومبيا، البرتغال، المكسيك، فرنسا وعدة من الدول الأخرى والمتأثرة بالثقافة الأسبانية. الشخص الرئيسي -قائد المؤدين- الذي يقوم بقتل الثور يطلق عليه «المايسترو» ولقبه المحلي هو «ماتادور دي توروس» (matador de toros) والتي تعني «قاتل الثيران».